# 地球相似指數

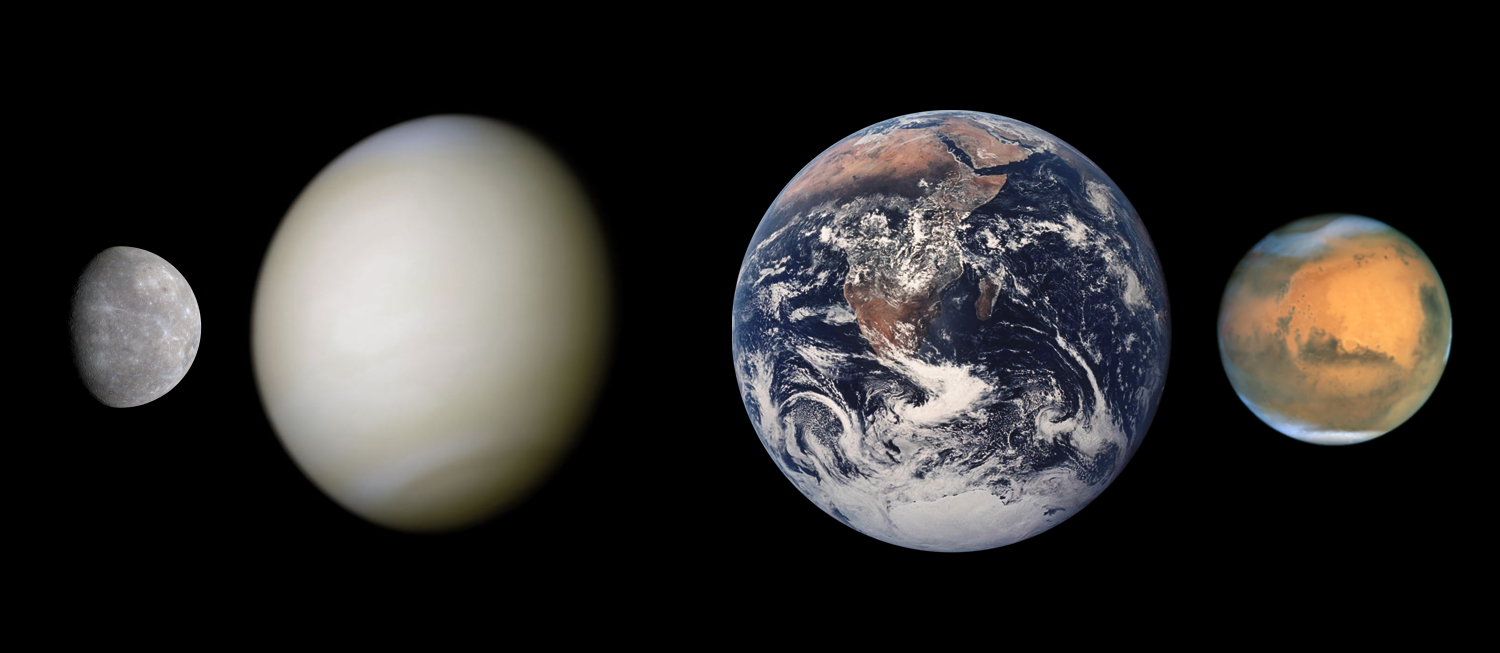
虽然大小和温度迥异，太阳系的几个类地行星都拥有较高的地球相似指数：水星（0.39）、金星（0.78）、地球（1.0）、火星（0.64）。

地球相似指數（Earth Similarity Index，縮寫作）是一個標定其他行星和地球相似程度的指數，範圍在0和1之間，地球自身的相似指数以1表示。地球相似指数是针对行星而设计，但也可以用于大型天然卫星和其他天体。地球相似指數可以經由行星半徑、密度、脫離速度和表面溫度代入公式計算得知。
該指數在0.8到1之間的行星代表擁有岩石組成的表面、可以在氣候溫和條件下保有類似地球大氣的行星。根据这个标准，太阳系中没有任何与地球类似的行星或卫星：除了地球自身相似指数为1之外，排名第二的金星的地球相似指数为0.78。但最近发现有多个太阳系外行星在此范围内，如克卜勒438b是已证实的系外行星中地球相似指数最高的，达0.88。若开普勒候选星KOI-4878.01得到证实，其相似指数高达0.98。
值得一提的是，地球相似指数并不是衡量行星适居性的指标，该指标由行星适居指数来表征。

## 计算公式
| 性质     | 参考值 | 权重 |
| -------- | ------ | ---- |
| 平均半径 | 1.0    | 0.57 |
| 堆密度   | 1.0    | 1.07 |
| 逃逸速度 | 1.0    | 0.70 |
| 表面温度 | 288 K  | 5.58 |

地球相似指数由下列公式计算：
{\displaystyle ESI=\prod _{i=1}^{n}\left(1-\left|{\frac {x_{i}-x_{i_{0}}}{x_{i}+x_{i_{0}}}}\right|\right)^{\frac {w_{i}}{n}}}
其中{\displaystyle x_{i}}是行星的某个性质（如表面温度），{\displaystyle x_{i_{0}}}是地球上对应性质的参考值（如288K），{\displaystyle w_{i}}是该性质的权重，n是行星性质的总数量。权重用于调整不同性质的敏感程度。右表中列出了这些性质及对应的参考值和权重。
地球相似指数可以分为两部分：地球内部相似指数和地球表面相似指数。其中平均半径和堆密度用于衡量内部相似指数，而表面温度和逃逸速度用于衡量表面相似指数。两者综合起来的全局相似指数则用于整体测量。

## 高相似指数行星

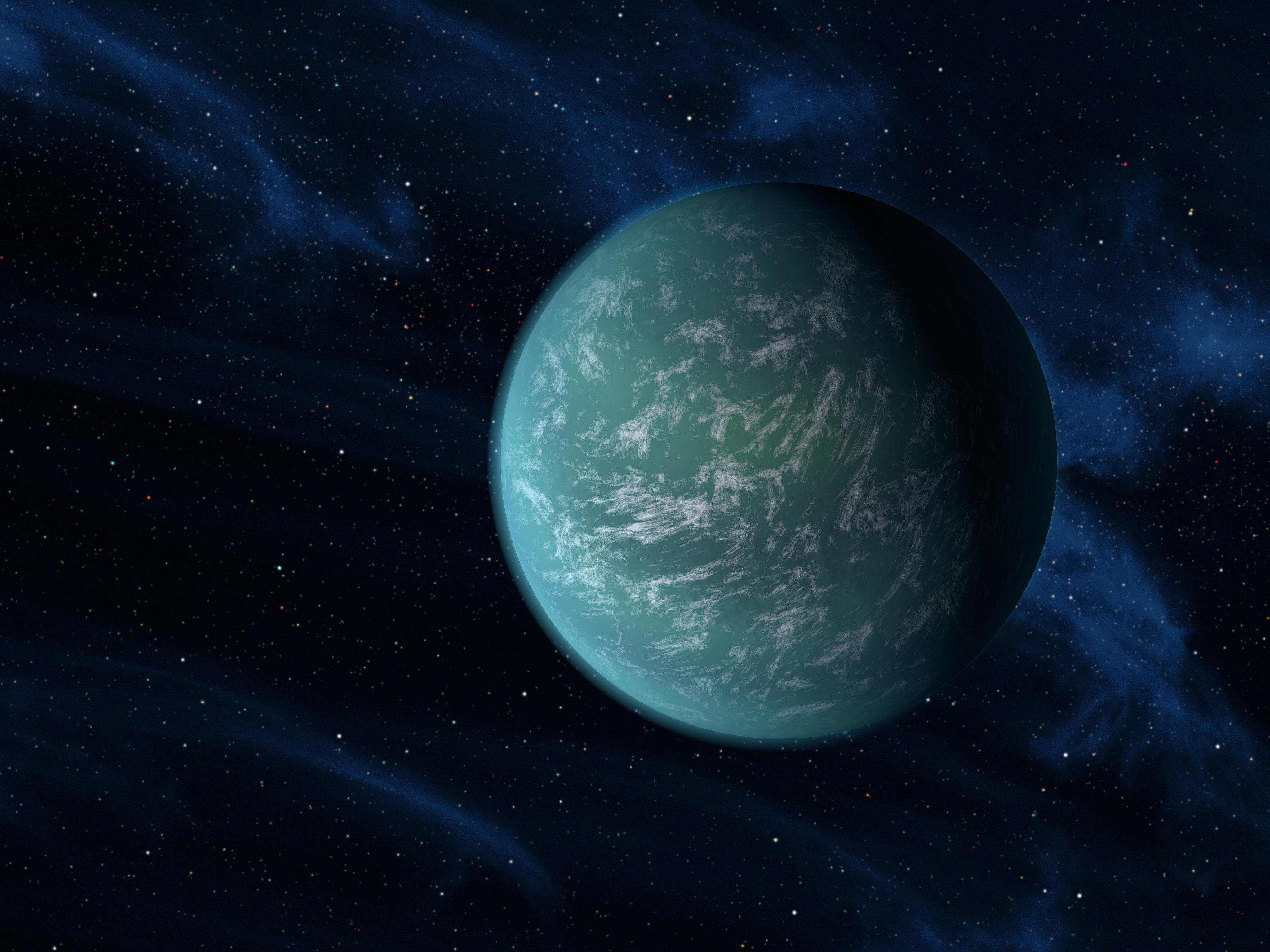
艺术家构想中的系外行星开普勒-22b。该行星因为与地球相似的大小和温度而被认为具有高地球相似指数，但是其密度当前还未知。

著名的地球相似天体都是系外行星。然后由于许多系外行星探测方法对于地球相似指数的参数无法量化，该排名也仅作参考。例如使用较成功的凌日法可以高精度地测得半径，但是对于质量和密度则常常只能估计。又如径向速度法能够更精确地测得质量，但是测得精准的半径则较困难。因此通过多种方法来测定可以提高地球相似指数的精度，但多数场合下这是无法做到的。
以下行星具有高ESI指数：
| 行星                               | 全局ESI | 状态/注释/参考 |
| ---------------------------------- | ------- | -------------- |
| KOI-4878.01                        | 0.98    | 未证实         |
| KOI-3456.02                        | 0.93    | 未证实         |
| 克卜勒395c                         | 0.91    | 未证实         |
| KOI-5737.01                        | 0.90    | 未证实         |
| KOI-7179.01（页面存档备份，存于）  | 0.89    | 未证实         |
| KOI-5806.01                        | 0.88    | 未证实         |
| KOI-7235.01（页面存档备份，存于）  | 0.88    | 未证实         |
| 克卜勒438b                         | 0.88    |                |
| KOI-5499.01 （页面存档备份，存于） | 0.86    | 未证实         |
| 克卜勒296e                         | 0.85    |                |
| KOI-2194.03                        | 0.85    | 未证实         |
| 格利泽667C c                       | 0.84    |                |
| KOI-2626.01                        | 0.84    | 未证实         |
| KOI-2626.01                        | 0.84    | 未证实         |
| 克卜勒452b                         | 0.83    |                |
| 开普勒62e                          | 0.83    |                |
| 葛利斯832c                         | 0.81    |                |
| 开普勒283c                         | 0.79    |                |
| 开普勒296f                         | 0.78    |                |
| 鲸鱼座τe                           | 0.78    | 未证实         |
| 格利泽180c                         | 0.77    | 未证实         |
| 格利泽667C f                       | 0.77    |                |
| 格利泽581g                         | 0.76    | 未证实         |
| 格利泽163c                         | 0.75    |                |
| HD 40307 g                         | 0.74    |                |
| 开普勒61b                          | 0.73    |                |
| 格利泽422b                         | 0.73    | 未证实         |
| 开普勒-22b                         | 0.71    | [ 3 ]          |
| 开普勒-298d                        | 0.68    |                |
| 开普勒62f                          | 0.67    |                |
| 开普勒-174d                        | 0.61    |                |
| 格利泽667C e                       | 0.60    |                |
| 格利泽682b                         | 0.59    | 未证实         |
| 格利泽581d                         | 0.53    |                |

## 非行星的相似指数

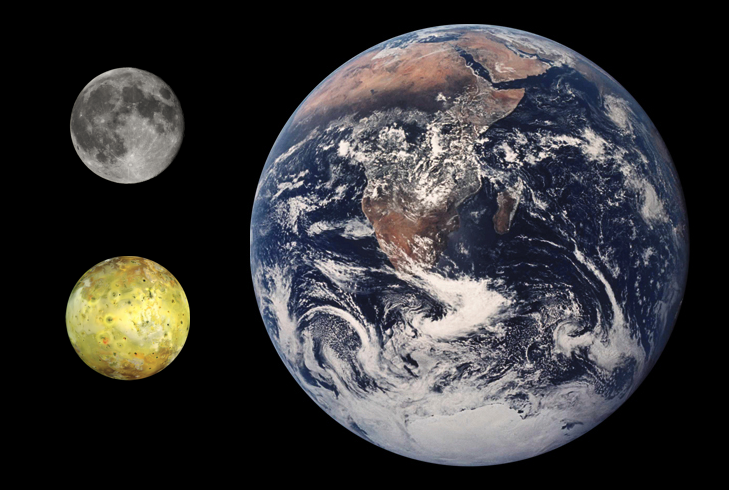
木卫一和地球、月球按比例的对比。太阳系的一些卫星和矮行星尽管明显比地球小，但是密度和温度与地球类似，这样它们的地球相似指数也相对较高。理论上地球大小的太阳系外卫星和其他非行星天体也能有高地球相似指数。

地球相似指数还能使用在其他非行星天体上，如天然卫星、矮行星及小行星。但至少对于我们已知的太阳系里这部分天体来说，因为它们的平均密度和温度较低，使得它们的全局地球相似指数也处于一个较低的水平。
以下非行星天体拥有较高的全局地球相似指数，其中只有土卫六有显著的大气：
| 天体        | 分类                   | 全局ESI |
| ----------- | ---------------------- | ------- |
| KOI-433.02m | 太阳系外卫星（未证实） | 0.93    |
| 月球        | 天然卫星               | 0.56    |
| 木卫一      | 天然卫星               | 0.36    |
| 木卫四      | 天然卫星               | 0.34    |
| 木卫三      | 天然卫星               | 0.29    |
| 谷神星      | 矮行星/小行星          | 0.27    |
| 木卫二      | 天然卫星               | 0.26    |
| 灶神星      | 小行星                 | 0.256   |
| 土卫六      | 天然卫星               | 0.24    |
| 智神星      | 小行星                 | 0.222   |
| 天卫三      | 天然卫星               | 0.10    |
| 土卫二      | 天然卫星               | 0.094   |
| 冥王星      | 矮行星                 | 0.075   |
| 海卫一      | 天然卫星               | 0.074   |

## 外部連結
- . 2012-07-20  [2012-07-25]. （原始内容存档于2014-03-09） （英语）.